# Porqueres
Porqueres település Spanyolországban, Girona tartományban. Porqueres Serinyà, Fontcoberta, Banyoles, Cornellà del Terri, Camós, Canet d’Adri és Sant Miquel de Campmajor községekkel határos. Lakosainak száma 4804 fő (2024).

## Népesség
A település népessége az elmúlt években az alábbi módon változott:
| Lakosok száma | 245  | 891  | 1052 | 1079 | 2796 | 3919 | 4380 | 4529 | 4621 | 4804 |
|               | 1717 | 1887 | 1936 | 1960 | 1986 | 2004 | 2009 | 2014 | 2019 | 2024 |